# Турдинула гірська
Турдину́ла гірська (Gypsophila crassa) — вид горобцеподібних птахів родини Pellorneidae. Мешкає в Індонезії і Малайзії.

## Поширення і екологія
Гірські турдинули є ендеміками гір Іран на північному сході Калімантану. Вони живуть у вологих гірських і рівнинних тропічних лісах. Віддають перевагу крутим схилам і каньонам. Зустрічаються на висоті від 900 до 2900 м над землею. Живляться комахами та дрібними равликами. Зустрічаються парами або невеликими зграками по 5-10 птахів. Сезон розмноження триває з лютого по серпень. Гніздо чашоподібне. робиться з трави, розміщується на землі. В кладці 2 яйця.